# Eleições estaduais em Mato Grosso em 2002
As eleições estaduais em Mato Grosso em 2002 ocorreram em 6 de outubro como parte das eleições no Distrito Federal e em 26 estados. Foram eleitos o governador Blairo Maggi, a vice-governadora Iraci França, os senadores Jonas Pinheiro e Serys Slhessarenko, além de oito deputados federais e vinte e quatro estaduais num pleito decidido em primeiro turno.
Natural de Torres, o governador Blairo Maggi é formado em Agronomia pela Universidade Federal do Paraná e vive desde 1981 em Mato Grosso obtendo agora o seu primeiro mandato político. Após chegar a Rondonópolis fundou o Grupo Amaggi e comprou uma fazenda que impulsionou a criação do município de Sapezal. Como empresário é denominado o rei da soja e enfrenta acusações de estímulo ao desmatamento, o que o torna uma figura polêmica entre os ambientalistas. Eleito pelo PPS tem Iraci França como vice-governadora e tornou-se o segundo governador eleito pelo partido após Eduardo Braga que em 2002 elegeu-se pelo Amazonas.
Na eleição para senador o mais votado foi Jonas Pinheiro, médico veterinário natural de Santo Antônio de Leverger e formado pela Universidade Federal de Mato Grosso. Filiado ao PDS e depois ao PFL foi eleito deputado federal em 1982, 1986 e 1990, além de ter sido Secretário do Interior no governo Júlio Campos. Eleito senador em 1994, ele garantiu a reeleição num pleito onde pelo menos cinco nomes competitivos se apresentaram ao eleitor e ainda reelegeu sua mulher, a deputada federal Celcita Pinheiro.
A grande surpresa do pleito foi a vitória da professora Serys Slhessarenko para ocupar a segunda vaga senatorial. Gaúcha de Cruz Alta, ela é formada em Direito e Pedagogia na Universidade Federal de Mato Grosso, onde leciona e fez Mestrado na Pontifícia Universidade Católica do Rio de Janeiro.  Secretária de Educação no governo Carlos Bezerra e na segunda passagem de Dante de Oliveira pela prefeitura de Cuiabá, foi eleita deputada estadual em 1990, 1994 e 1998 tornando-se agora a primeira senadora da história de Mato Grosso integrando a bancada do PT.

## Resultado da eleição para governador
Com informações oriundas do Tribunal Regional Eleitoral de Mato Grosso.
| Candidatos a governador do estado | Candidatos a vice-governador | Número | Coligação                                                                              | Votação | Percentual |
| --------------------------------- | ---------------------------- | ------ | -------------------------------------------------------------------------------------- | ------- | ---------- |
| Blairo Maggi PPS                  | Iraci França PPS             | 23     | Mato Grosso Mais Forte (PPS, PFL, PPB, PSC, PSD, PV, PAN, PRP, PRTB, PSDC, PTN, PTdoB) | 619.655 | 50,68%     |
| Antero Paes de Barros PSDB        | Janete Riva PSDB             | 45     | Frente Cidadania e Desenvolvimento (PSDB, PMDB)                                        | 360.296 | 29,47%     |
| Alexandre César PT                | Elenilda Scala PT            | 13     | Mato Grosso Ético e Solidário (PT, PL, PCdoB)                                          | 227.598 | 18,62%     |
| Tião Matrinchã PSB                | Zilmar Medeiros PSB          | 40     | Frente Cidadã Democrática (PSB, PHS, PTC)                                              | 14.287  | 1,17%      |
| Carlos Linguiça PGT               | Maurício Barbant PGT         | 30     | PGT (sem coligação)                                                                    | 715     | 0,06%      |

## Resultado da eleição para senador
Foram apurados 2.217.629 votos nominais na disputa pelas duas vagas em aberto.
| Candidatos a senador da República | Candidatos a suplente de senador                    | Número | Coligação                                                                              | Votação | Percentual |
| --------------------------------- | --------------------------------------------------- | ------ | -------------------------------------------------------------------------------------- | ------- | ---------- |
| Jonas Pinheiro PFL                | Gilberto Goellner PPS Jorge Yanai PPB               | 251    | Mato Grosso Mais Forte (PPS, PFL, PPB, PSC, PSD, PV, PAN, PRP, PRTB, PSDC, PTN, PTdoB) | 612.965 | 27,64%     |
| Serys Slhessarenko PT             | Wanderley Pignati PT Orency Francisco PT            | 131    | Mato Grosso Ético e Solidário (PT, PL, PCdoB)                                          | 575.539 | 25,95%     |
| Dante de Oliveira PSDB            | Carlos Avalone Júnior PSDB Eraí Maggi Scheffer PSDB | 455    | Frente Cidadania e Desenvolvimento (PSDB, PMDB)                                        | 439.798 | 19,83%     |
| Murilo Domingos PTB               | Clarice Grapeggia PTB José Messias Dourado PTB      | 141    | Frente Trabalhista (PTB, PDT)                                                          | 287.183 | 12,95%     |
| Carlos Bezerra PMDB               | Carlos Nunes PSDB Elarmin Miranda PMDB              | 155    | Frente Cidadania e Desenvolvimento (PSDB, PMDB)                                        | 238.960 | 10,78%     |
| Professora Jacy Proença PSB       | Vilma Oliveira PSB Josefa Souza PSB                 | 404    | Frente Cidadã Democrática (PSB, PHS, PTC)                                              | 45.850  | 2,07%      |
| Mário Márcio Torres PDT           | Ricardo Siqueira da Costa PDT Ademar Capelari PDT   | 121    | Frente Trabalhista (PTB, PDT)                                                          | 15.377  | 0,69%      |
| Jacques Carvalho PGT              | César Rasec PGT Wilson Locatelli PGT                | 308    | PGT (sem coligação)                                                                    | 1.957   | 0,09%      |

## Deputados federais eleitos
São relacionados os candidatos eleitos com informações complementares da Câmara dos Deputados.

Representação eleita
  PSDB: 3
  PPB: 1
  PT: 1
  PL: 1
  PMDB: 1
  PFL: 1

Fonteː
| Número | Deputados federais eleitos | Partido | Votação | Percentual | Cidade onde nasceu        | Unidade federativa |
| 1123   | Pedro Henry                | PPB     | 120.846 | 9,51%      | Santo André               | São Paulo          |
| 1313   | Carlos Abicalil            | PT      | 118.120 | 9,29%      | Nova Friburgo             | Rio de Janeiro     |
| 2290   | Wellington Fagundes        | PL      | 114.098 | 8,98%      | Rondonópolis              | Mato Grosso        |
| 4515   | Wilson Santos              | PSDB    | 94.267  | 7,42%      | Dracena                   | São Paulo          |
| 4500   | Ricarte de Freitas         | PSDB    | 66.125  | 5,20%      | Lages                     | Santa Catarina     |
| 1511   | Rogério Silva              | PMDB    | 62.041  | 4,88%      | Ubá                       | Minas Gerais       |
| 2527   | Celcita Pinheiro           | PFL     | 59.665  | 4,69%      | Santo Antônio de Leverger | Mato Grosso        |
| 4555   | Telma de Oliveira          | PSDB    | 58.293  | 4,59%      | Cuiabá                    | Mato Grosso        |

## Deputados estaduais eleitos
Estavam em jogo as vinte e quatro vagas disponíveis na Assembleia Legislativa de Mato Grosso.

Representação eleita
  PSDB: 7
  PFL: 3
  PMDB: 3
  PL: 2
  PSB: 2
  PT: 2
  PPS: 2
  PMN: 1
  PPB: 1
  PTB: 1

Fonteː
| Número | Deputados estaduais eleitos | Partido | Votação | Percentual | Cidade onde nasceu    | Unidade federativa |
| 45100  | José Riva                   | PSDB    | 65.387  | 5,12%      | Guaçuí                | Espírito Santo     |
| 22122  | Humberto Bosaipo            | PL      | 52.310  | 4,10%      | Goiânia               | Goiás              |
| 33633  | Sérgio Ricardo              | PMN     | 32.092  | 2,51%      | Marília               | São Paulo          |
| 45000  | Francisco Daltro            | PSDB    | 26.638  | 2,09%      | Cuiabá                | Mato Grosso        |
| 15555  | Silval Barbosa              | PMDB    | 24.641  | 1,93%      | Borrazópolis          | Paraná             |
| 40140  | Eliene Lima                 | PSB     | 24.520  | 1,92%      | Tiros                 | Minas Gerais       |
| 25125  | Campos Neto                 | PFL     | 24.257  | 1,90%      | Cuiabá                | Mato Grosso        |
| 25800  | Zéca D'Ávila                | PFL     | 23.498  | 1,84%      | Cuiabá                | Mato Grosso        |
| 25000  | Joaquim Sucena              | PFL     | 23.318  | 1,83%      | São José do Rio Preto | São Paulo          |
| 45145  | Dilceu Dal Bosco            | PSDB    | 21.490  | 1,68%      | Jupiá                 | Santa Catarina     |
| 13566  | Ságuas Moraes               | PT      | 21.431  | 1,68%      | Mineiros              | Goiás              |
| 23456  | Carlos Brito                | PPS     | 21.377  | 1,67%      | Recreio               | Minas Gerais       |
| 22123  | Hermínio Barreto            | PL      | 20.122  | 1,58%      | Campo Grande          | Mato Grosso do Sul |
| 23666  | João Malheiros              | PPS     | 19.985  | 1,56%      | Cuiabá                | Mato Grosso        |
| 45163  | Pedro Satélite              | PSDB    | 18.656  | 1,46%      | Dionísio Cerqueira    | Santa Catarina     |
| 45645  | Carlão Nascimento           | PSDB    | 18.320  | 1,43%      | Dourados              | Mato Grosso do Sul |
| 15152  | Zé Carlos do Pátio          | PMDB    | 18.316  | 1,43%      | Londrina              | Paraná             |
| 40040  | Mauro Savi                  | PSB     | 17.941  | 1,40%      | Medianeira            | Paraná             |
| 14567  | Sebastião Machado Rezende   | PTB     | 17.464  | 1,37%      | Rondonópolis          | Mato Grosso        |
| 45200  | Renê Barbour                | PSDB    | 17.185  | 1,35%      | Jales                 | São Paulo          |
| 13678  | Verinha Araújo              | PT      | 16.193  | 1,27%      | Valparaíso            | São Paulo          |
| 45111  | Alencar Soares              | PSDB    | 15.399  | 1,21%      | Guiratinga            | Mato Grosso        |
| 11133  | José Carlos Freitas         | PPB     | 13.439  | 1,05%      | Uberlândia            | Minas Gerais       |
| 15777  | Pastor Nataniel de Jesus    | PMDB    | 12.831  | 1,00%      | Rio de Janeiro        | Rio de Janeiro     |